# Allium melitense
Allium melitense är en amaryllisväxtart som först beskrevs av Carlo Pietro Stefano Stephen Sommier, Caruana och John Borg, och fick sitt nu gällande namn av Raffaele Ciferri och Valerio Giacomini. Allium melitense ingår i släktet lökar, och familjen amaryllisväxter.
Artens utbredningsområde är Malta. Inga underarter finns listade i Catalogue of Life.